# Norsk nukleær dekommisjonering
Norsk nukleær dekommisjonering är en norsk statlig myndighet i Halden för avveckling av framför allt Norges tidigare kärnreaktorer. I arbetet ingår avveckling av reaktorer, hantering av använt bränsle och anläggandet av en depå för radioaktivt avfall.
Norge har haft fyra kärnreaktorer, varav Jeep I, Jeep II och Jeep III i Kjeller samt Haldenreaktorn i Halden. Den sista stängda reaktorn i det norske atomprogrammet var Jeep II-reaktorn i Kjeller, som stängdes 2019.
Kärnforskningsanläggningarna har medfört 16,5 ton använt kärnbränsle, vilket är lagrat på anläggningar som tillhör Institutt for Energiteknikk i Kjeller och Halden. Denna organisation avses i framtiden överföras till Norsk nukleær dekommisjonering.
Avvecklingsarbetet för de olika lokalerna beräknas ta uppemot 25 år, varefter områdena omkring 2050 ska kunna användas för andra ändamål. En anläggning för slutförvaring av radioaktivt avfall beräknas vara klar 2070.

## Søvegruvan
Stortinget beslöt i maj 2021 anslå medel till Norsk nukleær dekommisjonering för att ta hand om radioaktiv slagg från den tidigare niobmalmsbrytningen i Søvegruvan.